# Michaelskirche (Schwicheldt)

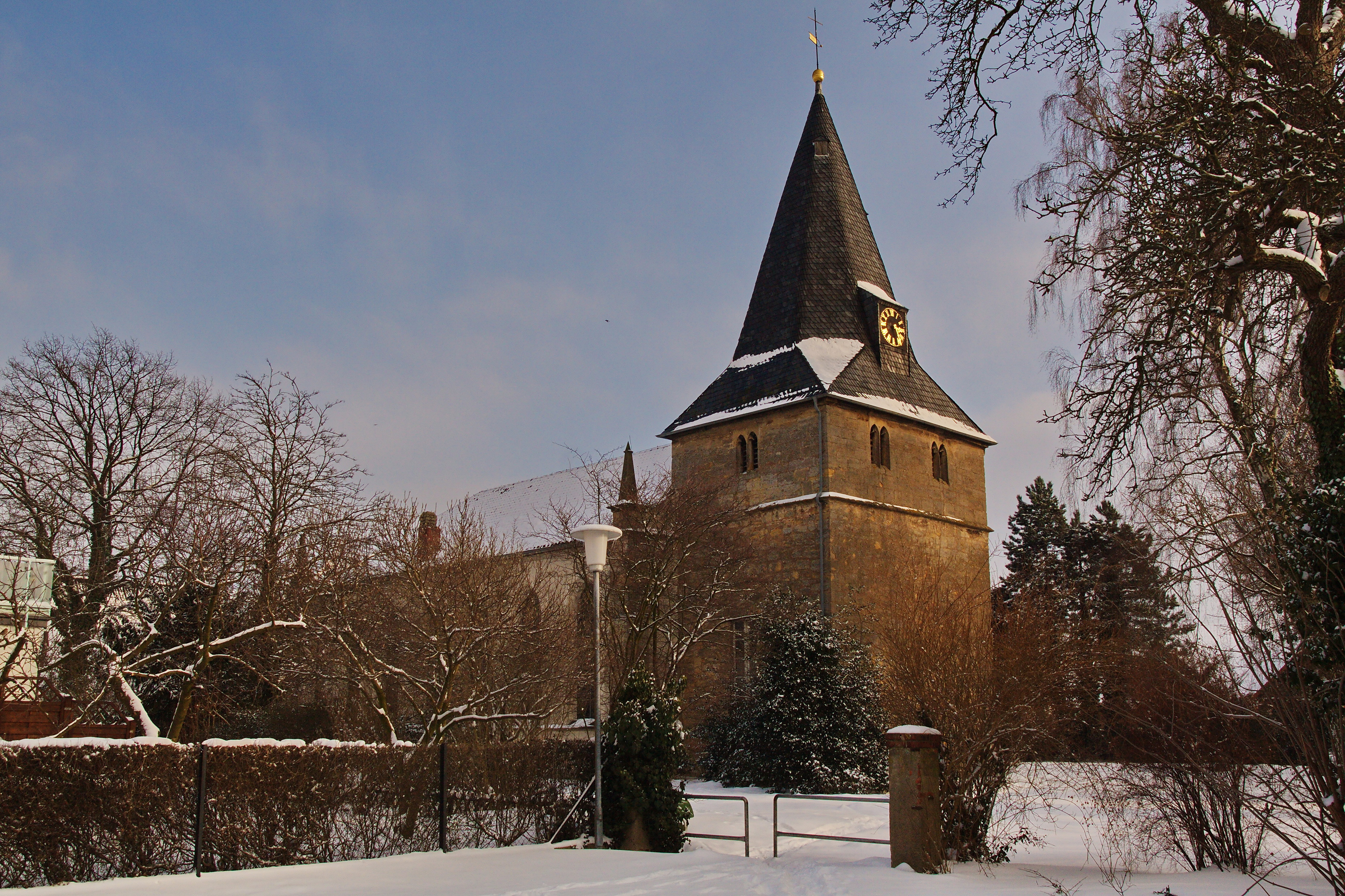
Michaelskirche

Die evangelisch-lutherische denkmalgeschützte Michaelskirche steht in Schwicheldt, einem Dorf und Ortsteil der Stadt Peine im Landkreis Peine in Niedersachsen. Die Kirchengemeinde gehört zum Kirchengemeindeverband Berkum-Handorf-Rosenthal-Schwicheldt
im Kirchenkreis Peine im Sprengel Hildesheim-Göttingen der Evangelisch-lutherischen Landeskirche Hannovers.

## Geschichte
1837 ersuchte die Gemeinde das Landeskirchenamt Hannover um die Erlaubnis, eine neue Kirche zu bauen. 1838 wurde die Erlaubnis erteilt. Einen Teil der Baukosten übernahm Hilmar Ludwig Wilhelm Graf von Oberg, Besitzer des Gutshofes in Schwicheldt. Die Pläne für den Neubau der neugotischen Kirche entwarf der Architekt Karl Emanuel Müller aus Braunschweig. Der mittelalterliche Kirchturm aus Bruchsteinen blieb erhalten. Im September 1843 wurde die neue Kirche eingeweiht. Sie erhielt im September 2001 den Namen des Erzengels Michael. 

## Architektur und Ausstattung
Der Sakralbau wurde im romantischen Historismus gestaltet. Der Kirchturm im Westen von 1185, ein ehemaliger Wehrturm, steht auf querrechteckigem Grundriss. Er hat spitzbogige Biforien als Klangarkaden im obersten Geschoss. Hinter ihnen befindet sich der Glockenstuhl, in dem drei Kirchenglocken hängen, eine von 1404, die beiden anderen wurden von Friedrich Wilhelm Schilling 1964 bzw. 1966 gegossen. In einer großen spitzbogigen Blende an der Südwand befindet sich ein Portal mit einem Ochsenauge darüber. Auf dem Turm sitzt ein schiefergedeckter Helm mit flachem Ansatz und hoher, achteckig ausgezogener Spitze, laut Bauinschrift von 1648. Die Fassade auf der Südseite des Langhauses hat in der Mitte einen Risalit, der mit einem Staffelgiebel endet. In ihm befindet sich das Hauptportal.
Der Innenraum wird durch schlanke Pfeiler dreischiffig gegliedert. Die Seitenschiffe sind mit Flachdecken bedeckt, das Mittelschiff ist mit einem spitzbogigen Tonnengewölbe überspannt. Bei den Seitenschiffen wurden im Osten Nebenräume abgeteilt, dadurch entstand ein rechteckiger Chor in Breite des Mittelschiffs. Die Emporen sind im Westen für die Orgel und in den Seitenschiffen. Die Kirche wurde 1906 von Wilhelm Sievers ausgemalt. Der Kanzelaltar von 1843 hat fünf Blendarkaden, in der mittleren befindet sich ein Bild über die Auferstehung Jesu Christi, das Richard Schlösser 1906 malte.
Etwa von 1810 bis 1860 stand in der Kirche ein Positiv, das aus der Annenkapelle des Hildesheimer Doms stammte. 1843 wurde eine Orgel mit 12 Registern, verteilt auf ein Manual und ein Pedal, gebaut, die 1873 auf 16 Register und einem weiteren Manual durch Heinrich Schaper erweitert wurde. 1932 wurde ein neues, erweitertes Pedalwerk eingebaut. 1970/71 wurde die Orgel restauriert.